# Осіни (Келецький повіт)
Осіни (пол. Osiny) — село в Польщі, у гміні Пежхниця Келецького повіту Свентокшиського воєводства.
Населення — 212 осіб (2011).
У 1975-1998 роках село належало до Келецького воєводства.

## Демографія
Демографічна структура на день 31 березня 2011 року:
|          | Загалом | Допрацездатний вік | Працездатний вік | Постпрацездатний вік |
| -------- | ------- | ------------------ | ---------------- | -------------------- |
| Чоловіки | 109     | 16                 | 85               | 8                    |
| Жінки    | 103     | 28                 | 55               | 20                   |
| Разом    | 212     | 44                 | 140              | 28                   |